# Verrallina hamistylus
Verrallina hamistylus är en tvåvingeart som beskrevs av Laffoon 1946. Verrallina hamistylus ingår i släktet Verrallina och familjen stickmyggor. Inga underarter finns listade i Catalogue of Life.